# Parnelli Jones
Rufus Parnell Jones (Texarkana, Arkansas; 12 de agosto de 1933-Torrance, California; 4 de junio de 2024), más conocido como Parnelli Jones, fue un piloto de automovilismo y dueño de equipo de carreras estadounidense. Fue notable por sus logros en la carrera del desierto Baja 1000 y en las 500 Millas de Indianápolis. En 1962, se convirtió en el primer piloto en clasificarse a más de 150 mph. Ganó la carrera en 1963, y en 1967 tuvo que abandonar a tres vueltas del final cuando lideraba la prueba con el STP-Paxton Turbocar, un automóvil propulsado por una turbina. Durante su carrera como propietario, ganó la prueba en 1970 y 1971 con el piloto Al Unser.

## Semblanza
Parnelli Jones compitió a lo largo de su carrera como piloto en varias disciplinas del automovilismo, como monoplazas, stock cars, sprint cars, midget, off-road, y gran turismos.
Participó en el Campeonato Nacional del USAC entre 1960 y 1967, donde resultó tercero en 1962, cuarto en 1963 y sexto en 1964. En esa categoría logró 6 victorias y 17 podios. Logró ganar las 500 Millas de Indianapolis en 1963, finalizó segundo en 1965 y sexto en 1967, además de ser el Novato del Año de la carrera en 1961.
Mientras, en la Copa NASCAR disputó 34 carreras entre 1956 y 1970, donde logró 4 victorias y 11 colocaciones entre los diez primeros. Además, se impuso en el Campeonato de Stock Car de la USAC en 1964.
Otros logros de Parnelli como piloto fueron el coronarse campeón retroactivo de la Trans-Am en 1970 y ganar la Baja 1000 en 1971 y 1972.
Por otro lado, como propietario de equipo Vel's Parnelli Jones Racing, ganó las 500 Millas de Indianapolis en 1970 y 1971 teniendo como piloto a Al Unser. El equipo también ganó el Campeonato Nacional del USAC en 1970, 1971 y 1972. Así mismo, Jones compitió con su equipo en la Fórmula 1 desde finales de 1974 hasta principios de 1976, aunque con poco éxito.